# Sticks and Stones (ER)
Sticks and Stones is de zestiende aflevering van het vijfde seizoen van de televisieserie ER, die voor het eerst werd uitgezonden op 25 maart 1999.

## Verhaal
Dr. Carter rijdt vandaag mee met de ambulance, tijdens een opstootje op straat rijdt de ambulance met dr. Carter als chauffeur over een tiener. Later wordt een ambulancechauffeur neergeschoten door een boze menigte die wraak wilde voor de overreden tiener.
Hathaway is ontroostbaar nu haar vriend dr. Ross Chicago heeft verlaten. Later ontdekt zij dat zij zwanger is.
Lucy Knight heeft een Aziatische grootmoeder onder behandeling. Zij heeft kanker, maar haar kinderen willen niet dat Knight dit tegen de grootmoeder verteld.
Een bekende worstelaar komt naar de SEH met een knieverwonding. Jerry Markovic is helemaal gelukkig met hem omdat hij een groot fan van hem is.
Dr. Greene blijft de conciërge Mobalage helpen die waarschijnlijk het land uitgezet wordt als hij niet verteld wat er met hem gebeurd is in Nigeria.
Jeanie Boulet zegt tegen zowel Dr. Baker als Reggie nee als zij haar uitvragen. Zij vertelt hen beide dat zij al een vriend heeft.

## Rolverdeling

### Hoofdrollen
- Anthony Edwards - Dr. Mark Greene
- Noah Wyle - Dr. John Carter
- Eriq La Salle - Dr. Peter Benton
- Laura Innes - Dr. Kerry Weaver
- Alex Kingston - Dr. Elizabeth Corday
- Paul McCrane - Dr. Robert Romano
- Jorja Fox - Dr. Maggie Doyle
- Carl Lumbly - Dr. Graham Baker
- John Aylward - Dr. Donald Anspaugh
- Gloria Reuben - Jeanie Boulet
- Kellie Martin - Lucy Knight
- Julianna Margulies - verpleegster Carol Hathaway
- Ellen Crawford - verpleegster Lydia Wright
- Conni Marie Brazelton - verpleegster Connie Oligario
- Deezer D - verpleger Malik McGrath
- Lily Mariye - verpleegster Lily Jarvik
- Gedde Watanabe - verpleger Yosh Takata
- Dinah Lenney - verpleegster Shirley
- Emily Wagner - ambulancemedewerker Doris Pickman
- Montae Russell - ambulancemedewerker Dwight Zadro
- Brian Lester - ambulancemedewerker Brian Dumar
- J.P. Hubbell - ambulancemedewerker Lars Audia
- Abraham Benrubi - Jerry Markovic
- Kristin Minter - Randi Fronczak

### Gastrollen (selectie)
- Cress Williams - politieagent Reggie Moore
- Lydia Look - Emily Fong
- George Cheung -  Mr. Fong
- Beulah Quo - oma Fong
- Elizabeth Sung - Mrs. May Fong
- Nils Allen Stewart - Kornberg
- Marvin Kaplan - vader van Kornberg
- Peggy Miley - vogelvrouwtje
- Tom La Grua - Mr. Leonelli
- Joseph Ruskin - Mr. Kingsley
- Basil Wallace - Mr. Campbell
- Christopher Babers - Avery Campbell
- Djimon Hounsou - Mobalage Ikabo
- Akosua Busia - Kobe Ikabo